# إن بي أي لايف
إن بي أي لايف (بالإنجليزية: NBA Live)‏ وهي سلسلة ألعاب فيديو للعبة كرة السلة منتجة بواسطة شركة إي أيه سبورتس الكندية تعرض هذه اللعبة الدوري الأمريكي لكرة السلة للمحترفين وأنديتهِ وقد تم إنتاج هذه السلسلة في مختلف أنواع البلاي ستيشن.